# Ten Foot Pole
Ten Foot Pole, anciennement Scared Straight, est un groupe américain de punk rock, originaire de Simi Valley, en Californie.

## Histoire
Ten Foot Pole est formé en 1983, d'abord sous le nom de S.O.F., puis sous le nom de Scared Straight à Simi Valley, en Californie par un groupe d'amis. Les membres originaux étaient Scott Radinsky, Mike Thompson, Gary Gallanes, et Dennis Jagard, qui ont commencé le groupe pour participer à une compétition Battle of the Bands dans une patinoire locale. Après avoir changé plusieurs fois de membres et de noms, ils commencent à jouer avec des groupes de « nardcore » de la ville voisine d'Oxnard, en Californie, ce qui les aidera à se faire connaître. Tous les albums de Scared Straight sont sortis chez Mystic Records.
Lors d'une interview en 1984, le bassiste de l'époque, Morgan Anderson, explique leur point de vue sur le mode straight edge :
« Scott [Radinsky], Steve [Carnan] et Dennis [Jagard] le sont.  Moi et James [Harris], on ne l'est pas vraiment. Je veux dire que nous buvons un peu de temps en temps, mais nous ne prenons pas de drogues lourdes ou quoi que ce soit d'autre. »
Leurs albums Unleashed et Insider développent une nouvelle base de fans, mais fait perdre certains fans de longue date qui préféraient la voix de Scott. Les décideurs d'Epitaph sont concernés, et l'album suivant, Bad Mother Trucker, sort sur Victory Records, suivi de Subliminable Messages sur Go-Kart Records. Divers musiciens ont rejoint et quitté le groupe au fil des tournées aux États-Unis et au Canada. Parmi les membres du groupe, on peut citer : Pat Magrath, Chris Del Rio, Scott Hallquist, Keith Divel, Glen « Vegas » Murray, Eric Cody, Kris Kwiatkowski, John Chapman, Dan Kelly, Chris Dalley, et Mike Levy (professeur en Californie), ainsi que Kevin Ruggeri (professeur d'anglais à la Conestoga High School de Berwyn, en Pennsylvanie).
Le 4 avril 2009, le groupe met fin à un hiatus de trois ans avec un concert au festival Riorock, en Belgique, suivi de quelques concerts en Californie fin 2011 et d'une courte tournée en Australie en novembre 2012. Ten Foot Pole joue au Amnesia Rockfest à Montebello, au Québec, Canada, en juin 2015.

## Discographie

### Scared Straight
- 1984 : Nardcore (compilation, Mystic Records)
- 1984 : Party Animal - We got Power II (compilation, Mystic)
- 1985 : Mystic Super Seven Sampler No. 1 (compilation, Mystic)
- 1985 : Born to be Wild (vinyle, Mystic )
- 1988 : You Drink, You Drive, You Die (album, Mystic)

### Ten Foot Pole
- 1993 : Swill
- 1994 : Rev
- 1995 : Ten Foot Pole and Satanic Surfers (split EP)
- 1997 : Unleashed
- 1998 : Insider
- 2002 : Bad Mother Trucker
- 2004 : Subliminable Messages
- 2017 : Setlist
- 2019 : Escalating Quickly
- 2022 : Winning